# Ferrari 801 F1
Ferrari 801 F1 je Ferrarijev dirkalnik Formule 1, ki je bil v uporabi na prvenstvenih dirkah v sezoni 1957, ko so z njim dirkali Peter Collins, Luigi Musso, Mike Hawthorn, Wolfgang von Trips, Maurice Trintignant, Eugenio Castellotti, José Froilán González in Berardo Taraschi . Dirkalnik je močno temeljil na svojem predhodniku Ferrari D50. Skupno imajo z dirkalnikom 801 dirkači šetirintrideset nastopov na dirkah, na katerih so dosegli eno zmago in še sedem uvrstitev nastopničke. Edino zmago je dosegel Peter Collins na neprvenstveni dirki za Veliko nagrado Sirakuz, na prvenstvenih dirkah pa so uvrstitev na stopničke osvojili von Trips, Hawthorn, Collins in Musso.